# Lichenopeltella stereocaulorum
Lichenopeltella stereocaulorum är en lavart som beskrevs av Zhurb. 2010. Lichenopeltella stereocaulorum ingår i släktet Lichenopeltella och familjen Microthyriaceae.   Inga underarter finns listade i Catalogue of Life.